# Fuschlsee
Fuschlsee är en sjö i Österrike.   Den ligger i förbundslandet Salzburg, i den centrala delen av landet, 230 km väster om huvudstaden Wien. Fuschlsee ligger 663 meter över havet. Arean är 2,7 kvadratkilometer. Den sträcker sig 2,4 kilometer i nord-sydlig riktning, och 3,6 kilometer i öst-västlig riktning.
Följande samhällen ligger vid Fuschlsee:
- Fuschl am See (1 498 invånare)

I omgivningarna runt Fuschlsee växer i huvudsak blandskog. Runt Fuschlsee är det ganska tätbefolkat, med 139 invånare per kvadratkilometer.